# La Fontelaye
La Fontelaye – miejscowość i gmina we Francji, w regionie Normandia, w departamencie Sekwana Nadmorska.
Według danych na rok 1990 gminę zamieszkiwało 39 osób, a gęstość zaludnienia wynosiła 10 osób/km² (wśród 1421 gmin Górnej Normandii La Fontelaye plasuje się na 836. miejscu pod względem liczby ludności, natomiast pod względem powierzchni na miejscu 778.).